# Alfredo Conde
Alfredo Conde Cid (Allariz, 6 gennaio 1945) è uno scrittore, poeta e politico spagnolo.

## Biografia
Nato nel 1945 ad Allariz, nella comunità autonoma della Galizia, ha studiato ingegneria marina presso la Scuola Superiore di Nautica presso La Coruña e storia all'Università di Santiago di Compostela
Scrittore di lingua gallega e spagnola, è considerato uno dei maggiori esponenti del rinascimento della letteratura galiziana ed è stato insignito di numerosi premi tra cui il Premio Cavour nel 1990 per Il grifone
Giornalista per quotidiani come El País, Le Monde e ABC, è stato attivo anche in politica come membro del Parlamento della Galizia e consigliere della cultura presso la Giunta della Galizia.

## Opere tradotte in italiano

### Romanzi
- Il grifone (Xa vai o griffón no vento , 1984), Roma, Editori riuniti, 1989 traduzione di Giuseppe Tavani ISBN 88-359-3310-2.
- Il mistero del santo sul cammino di Santiago (Huesos de santo, 2010), Roma, Gaffi, 2012 traduzione di Giuliano Soria ISBN 978-88-6165-113-5.

### Poesia
- 69 poesie d'amore (69 poemas de amor, 2014), Foggia, Sentieri Meridiani, 2015 traduzione di Patricia Martelli Castaldi ISBN 978-88-98125-28-9.

## Filmografia
- I delitti della luna piena (Romasanta) regia di Paco Plaza (2004) (soggetto)

## Alcuni riconoscimenti
- Premio de la Crítica de narrativa gallega: 1981 per Breixo e 1984 per Il grifone
- Premio Nacional de Narrativa: 1986 per Il grifone
- Premio Grinzane Cavour per la narrativa straniera: 1990 con Il grifone
- Premio Nadal: 1991 con Los otros días
- Medalla Castelao: 2016